# 马承源
马承源（1927年11月3日—2004年9月25日），又名楚原，男，浙江镇海人。中国考古学家，古文字学家，文物专家，上海博物馆原馆长，尤精青铜器研究。

## 生平
毕业于上海大夏大学（今华东师范大学）。在学生时代即参加学生运动，并于1946年5月加入中国共产党。历任上海博物馆保管部副主任，上海博物馆陈列研究部副主任，上海博物馆馆长。他还是上海文物博物馆学会理事长，中国考古学会理事，中国古文字研究会理事，中国国家文物鉴定委员会委员。兼任华东师范大学，复旦大学教授。
2004年9月25日，因患抑郁症跳樓自杀。

## 荣誉
1998年，获法兰西共和国荣誉军团勋章，由法国总统希拉克亲自授奖。

## 著作
著有：
- 《仰韶文化的彩陶》
- 《中国古代青铜器》

主编有：
- 《上海博物馆藏青铜器》
- 《商周青铜器铭文选》